# Eutimesius simoni
Eutimesius simoni – gatunek kosarza z podrzędu Laniatores i rodziny Stygnidae.

## Występowanie
Gatunek występuje w północno-zachodniej części Ameryki Południowej. Wykazany dotychczas z Peru, Ekwadoru, Brazylii i Kolumbii.